# Vertigo (Griff)
Vertigo è il primo album in studio della cantautrice britannica Griff, pubblicato il 12 luglio 2024 dalla Warner.

## Descrizione
L'album raccoglie gli otto brani precedentemente pubblicati attraverso gli EP Vertigo Vol. 1 e Vertigo Vol. 2, ai quali si aggiungono quattro tracce inedite. Griff ha spiegato in questo modo il concetto del disco:

## Promozione
In supporto dell'album, nel corso del 2024 Griff ha intrapreso una tournée internazionale tra Europa, Oceania e Nord America.

## Accoglienza
| Recensione           | Giudizio |
| -------------------- | -------- |
| Clash                | 8/10     |
| DIY                  |          |
| I                    |          |
| NME                  |          |
| Rolling Stone        |          |
| The Line of Best Fit | 6/10     |
| The Skinny           |          |
| The Times            |          |

Vertigo è stato accolto con recensioni perlopiù positive da parte dei critici musicali. Su Metacritic, sito che assegna un punteggio normalizzato su 100 in base a critiche selezionate, il disco ha ottenuto un punteggio medio di 67 basato su sei recensioni.

## Tracce
1. Vertigo – 3:00
2. Miss Me Too – 3:02
3. Into the Walls – 3:09
4. 19th Hour – 3:30
5. Astronaut – 3:35
6. Anything – 3:05
7. Pillow in My Arms – 3:16
8. Cycles – 2:59
9. Tears for Fun – 3:16
10. Hiding Alone – 3:48
11. Hole in My Pocket – 2:40
12. Everlasting – 2:54
13. So Fast – 2:30
14. Where Did You Go – 3:23

Tracce bonus nell'edizione HMV
1. Broke Down on the Backstreet – 2:15
2. Eleven – 2:52
3. Astronaut (Original Version) – 2:59

Tracce bonus nell'edizione estesa
1. Do It Again (Demo) – 2:17
2. LastNightsMascara (Demo) – 2:41

## Classifiche
| Classifica (2024) | Posizione massima |
| ----------------- | ----------------- |
| Australia         | 27                |
| Belgio (Fiandre)  | 198               |
| Germania          | 75                |
| Irlanda           | 93                |
| Regno Unito       | 3                 |